# Csungking
Koordináták: é. sz. 29° 32′ 15″, k. h. 106° 30′ 18″29.537600°N 106.504900°E
Csungking (重庆, pinjin: Chóngqìng, a „Csungking” a hivatalos, hagyományos magyar névalak a szorosan átírt Csungcsing helyett) kínai nagyváros a Jangce partján. A név jelentése: 重 csung (chóng) – ismét, újra, 庆 csing (qìng) – ünnepel (’Kétszeres ünnep’).
Csungking (Chongqing) alapvetően két régióból áll: egyrészt magából a városból, másrészt az azt körülölelő, közigazgatásilag hozzá tartozó mezőgazdasági területekből. A 82 400 km²-es, csaknem magyarországnyi teljes terület lakossága 2004-ben 32 355 000 fő volt, ezen belül magának a városnak a lakossága 3,4 millió fő. Korábban a város Szecsuan (Sichuan) tartomány része volt; 1997. március 14-étől azonban hozzácsatolva a környező járásokat, leválasztották Szecsuanról (Sichuanról), és tartományi szintű közigazgatási egységgé emelték, amely csak a központi kormányzatnak van alárendelve.

## Földrajza
Csungking (Chongqing) Szecsuantól (Sichuantól) nyugatra, a Jangce folyam és a Jialing-folyó találkozásánál található, belvárosa a két folyó által határolt dombos félszigeten fekszik. E földnyelvet a két folyón túl hegyek veszik körül. A város és környéke hegyes-völgyes terület, számos természeti és kulturális érték található itt, flórája és faunája rendkívül gazdag. Éghajlatát tekintve a szubtrópusi monszun övezethez tartozik. A nyár rendkívül meleg (40 °C – emiatt Kína „három kemencéje”, vagyis három legforróbb nyarú városa közé sorolják), a tél enyhe (4 °C), időjárását gyakori köd, szemerkélő eső, magas páratartalom jellemzi. Évente kb. 100 nap van, amelyen a várost köd borítja. Az átlagos évi középhőmérséklet 18 °C, a csapadékmennyiség évi 1000–1400 mm. A város fontos kereskedelmi csomópont, s turisztikai jelentőségét emeli, hogy Csungking (Chongqing) alatt töri át a Jangce folyó a Szecsuani (Sichuani)-medencét övező hegységet, a híres Három-szurdokon keresztül. Így a Három-szurdokba vezető hajóutak többsége innen indul ki. A város egyik jellegzetességét a nagy szintkülönbségek, a hegyoldalakon kanyargó lépcsős utcák adják, aminek köszönhetően ez az egyetlen kínai nagyváros, ahol nem láthatunk jelentős számú kerékpárt.
Csungking (Chongqing) lakosságának 94%-át han kínaiak teszik ki, de más nemzetiségek – tucsiák (tujiák), miaók stb. – is élnek a területen, amelyre mindig is a különböző nemzetiségek és kultúrák együttélése volt a jellemző.

## Népesség
A város népessége az elmúlt években az alábbi módon változott:
| Lakosok száma | 28 488 200 | 27 980 000 | 28 846 170 | 30 170 000 | 32 054 159 |
|               | 2000       | 2005       | 2010       | 2015       | 2020       |

## Történelem
A területen már az ó- és újkőkorban is éltek emberek. Csungking (Chongqing) dokumentált múltja az i. e. 11. századra nyúlik vissza, amikor a félig-meddig mitikus pa (ba) törzs itt alapította meg a Pa (Ba) államot. Ezt az államot i. e. 316-ban az a Csin (Qin) fejedelemség hódította meg, amely i. e. 221-ben egész Kínát egyesítette. A területet két járásra osztva betagozták a Csin-dinasztia (Qin-dinasztia) birodalmába. Ettől fogva lett Csungking (Chongqing) Kína szerves része. I. e. 250 körültől egészen a modern időkig a várost fal védte a támadások ellen. (Amikor az 1630-as években egy felkelés során a város jelentős része elpusztult, újjáépítésekor a fal 17 kapujából – fengsuj specialisták tanácsa alapján – 8-at nem nyitottak meg többé.)
I. sz. 581-ben a Szuj-dinasztia (Sui-dinasztia) – a Csialing (Jialing)-folyó akkori nevéről (Jüsuj (Yushui)) – a Jü (Yu) nevet adta a városnak. Ma is ezzel az ősi jü (yu) írásjeggyel (渝) rövidítik a város nevét, ez szerepel például a csungkingi (chongqingi) rendszámtáblákon.
1102-ben a várost átnevezték Kungra (Gongra).
1189-ben a déli Szung-dinasztia (Song-dinasztia) Csao Tun (Zhao Dun) nevű trónörökösét Kung (Gong) hercegévé, majd császárrá koronázták. Az új császár kijelentette, hogy az események „kétszeres boldog ünnepet” (suangcsung hszicsing (shuangchong xiqing)) jelentenek, s e megjegyzés nyomán a várost átnevezték Kétszeres Ünneppé (Csungcsing, ill. Csungking (Chongqing)). Azóta ezt a nevet viseli a város.
1132-ben, a gyűlölt mongol Jüan-dinasztia (Yuan-dinasztia) alatt egy Ming Jü-csen (Ming Yuzhen) nevű parasztfelkelő itt alapította meg a rövid életű Ta-hszia (Daxia) Királyságot.
1621-ben, a Ming-dinasztia alatt egy felkelő itt alapította meg a szintén rövid életű Ta-liang (Daliang) királyságot.
1891-ben Csungking (Chongqing) lett az első olyan kikötő a kínai szárazföld belsejében, amelyet megnyitottak a külföldiek előtt.
1929-től a Kínai Köztársaság városi rangú közigazgatási egysége, majd 1935-től tartományi szintű városa lett.
1937 novemberétől 1945-ig, a második kínai–japán háború alatt a város a Kínai Köztársaság fővárosa, Csang Kaj-sek székhelye lett. A japán légitámadások súlyos károkat okoztak, annak ellenére, hogy az állandó köd miatt a japánok csak a nyári hónapokban tudtak pontos bombázást végrehajtani.
A csungkingiak (chongqingiak) úgy tartják számon, hogy városuk háromszor volt főváros: először a Pa (Ba) Királyságé, majd a Ta-hszia (Daxia) államé, legvégül a Kínai Köztársaságé.
1954-ben Csungkingot (Chongqingot) lefokozták tartományi szintű városból egyszerű, Szecsuan (Sichuan) tartománynak alárendelt várossá.
1983-ban Kína első olyan városa lett, amely tartományi szintű gazdaságirányítási jogköröket kapott. Ezzel vette kezdetét bámulatos iramú legújabb kori fejlődése.
Az 1990-es évektől a kínai gazdaságfejlesztésben a hangsúly a keleti tengerparti területekről a szárazföld belsejében fekvő régiókra helyeződött át, ami tovább erősítette Csungking (Chongqing) pozícióját.
1993-ban kísérleti tudományos-technikai fejlesztési zónává, illetve nyitott gazdasági területté tették, 1994-ben pedig a piacgazdasági reformok kísérleti területévé minősítették. Ugyanebben az évben megindult a Három-szurdok Erőmű építése, amely nagyszámú lakosság áttelepítésével, illetve különféle fejlesztésekkel járt a régióban.
1996-ban egyike lett az öt városnak, melyet a „pénzügyi rendszer megreformálása” kísérleti területének nyilvánítottak.
1997-ben újra tartományi szintű várossá emelték, két okból: egyrészt ezzel akarják serkenteni Kína elmaradottabb belső területeinek fejlődését, ide vonzani a külföldi tőkét; másrészt pedig a Három-szurdok Erőművel kapcsolatos feladatok – például több millió ember áttelepítése – könnyebben megoldható, ha a környék közvetlenül a központi kormányzat alá tartozik. Az utóbbi években a város lenyűgöző iramban fejlődött, az óvároson kívül felhőkarcoló-negyedek, ipari, kereskedelmi központok épültek.
Chongqingban a Ming-dinasztia alatt alakult ki számottevő ipar (textil- és gabonabor-). 1901-ben a britek és a japánok kereskedelmi koncessziókat nyitottak. 1928-ban helyi iparosítási program indult. A környéken található természeti kincseknek (szén, vas, olaj, vízi energia) köszönhetően a város Délnyugat-Kína egyik legfontosabb ipari központja lett. Levegője azonban éppen emiatt az egyik legszennyezettebb Kínában.
Ma három tényező segíti Csungking (Chongqing) fejlődését. (1) A város csak a központi kormányzatnak van alárendelve, így a Nyugat-Kína fejlesztésére szánt központi támogatásokhoz közvetlenül hozzáférhet. (2) Nem messze fekszik az épülő Három-szurdok Erőműtől, ami olcsó energiához, emellett munkalehetőségekhez, fejlesztési pénzekhez juttathatja. 3) Fekvésénél fogva hídként szolgál Kelet-Kína fejlett területei, különösen a Jangce alsó folyásának övezete, illetve a természeti kincsekben gazdag, de fejletlen iparú nyugati vidékek között. Emiatt fontos kereskedelmi központ.
Az utóbbi években hatalmas infrastrukturális beruházások zajlottak a városban, melyben a közlekedést sokáig a két folyó, illetve a domborzati viszonyok nehezítették. Jelenleg a Jangce felett hat, a Csialing (Jialing) felett négy híd ível át, a városban három villamosított vasútvonal találkozik, 212 út indul ki belőle, s mostanában autópályákat, gyorsvasutakat is építenek a városon belül. A városmagot jelentő félsziget csúcsáról mindkét folyót drótkötélpálya szeli át. Nemzetközi repülőtere van, melyről Kína és Ázsia számos nagyvárosába közvetlenül lehet lejutni. A városközpont az utóbbi években a hidaknak köszönhetően összenőtt a folyókon túli területekkel. A félszigeten, a városmag fölött épült az új technológiai fejlesztési övezet, amelynek felhőkarcolói, magasépületei Hongkongot idézik, s új városközpontot képeznek.

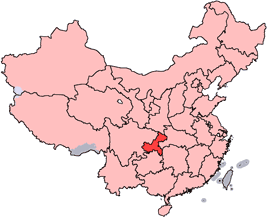

2011-ben útjára indították a Békés Csungking programot, melynek keretében 2012-re félmillió térfigyelő kamerával kívánják figyelni a várost. A projektre 17 milliárd jüant (=1,8 milliárd eurót) akarnak költeni. Ha a megfigyelőkamera-hálózat elkészül, a világ legnagyobb biztonsági rendszere lesz.

## Testvérvárosai
- Düsseldorf, Németország
- Seattle, Amerikai Egyesült Államok
- Hirosima, Japán
- Toronto, Kanada
- Brisbane, Ausztrália
- Toulouse, Franciaország
- Leicester, Anglia
- Debrecen, Magyarország
- Budapest, Magyarország

## Látnivalók a városban
Bár igen ősi település, igazán régi emlékek magában a városban nemigen találhatók. Látványosságul – a belváros dimbes-dombos, kanyargós utcácskái, hangulatos sikátorai, bevásárlónegyedei mellett – kínai viszonylatban új építésű múzeumok, épületek, emlékművek, parkok szolgálnak.

### Felszabadulási emlékmű (más néven: Óratorony)
1945-ben építették a világháborús győzelem emlékére. Ez jelenti a belváros központját.

### Pipasan(Pipashan)(Naspolya-domb) park
A földnyúlvány déli, Jangce felőli oldalán található. Itt található a belváros legmagasabb pontja (208 m), az ezen található Hongxin pavilonból remek kilátás nyílik a városra.

### Oling(Eling)(Lúd-domb) park
A földnyúlvány nyakánál, a belvárostól nyugatra található park, az ebben található Liencsiang (Lianjiang) pavilonból szintén remek a kilátás.

### Csungking(Chongqing)Múzeum
A Pipasan-hegy lábánál található múzeumot 1951-ben alapították. Több mint 40 kiállítótermében mintegy 100 000 tárgy látható, a környék 3000 éves történetéből, a Pa (Ba) Királyságtól az Új Kína megteremtéséig. Különösen gazdag az ősi Pa-Su (Ba-Shu) kultúra emlékeinek gyűjteménye (főleg bronzfegyverek), a Han-kori agyag sírfigurák gyűjteménye, illetve a későbbi korok porcelánkollekciója. A leghíresebb emlékek azonban a 70-es években talált dinoszaurusz-maradványok.

### A Nagy Népi Gyűlés Csarnoka
Az 1951-ben épült, a belváros szomszédságában található csarnok az egyik legnagyobb gyűlésterem Kínában. Az épületegyüttes a Ming- és Csing (Qing)-kori palotaépítészet stílusát utánozza, kerek központi épülete a pekingi Ég Templomának formáját utánozza. A gyűlésteremben 4000 fő fér el. Az épület Csungking (Chongqing) legfontosabb szimbóluma.

### Joseph W. Stilwell tábornok rezidenciája
Az épület „Ecet Joe”, azaz J. W. Stillwell amerikai tábornok (1883–1946) főhadiszállásaként szolgált a második világháború alatt. Stillwell, aki kínai nyelvészettel is foglalkozott, összesen öt alkalommal teljesített hosszabb-rövidebb ideig szolgálatot Kínában. A világháború alatt ő volt az amerikai erők főparancsnoka a Kína-Burma-India hadszíntéren. Kínában a kínai nép nagy barátjának tartják, aki jó kapcsolatot tartott fenn a kommunistákkal is. Rezidenciája ma múzeum, ahol a 20. századi kínai–amerikai kapcsolatokra vonatkozó anyagokat lehet megtekinteni.

## Látnivalók a külvárosokban és a környéken

### Állatkert
A nyugati külvárosban található modern állatkertben olyan különlegességek is megtekinthetők, mint az óriáspanda, illetve a rendkívül ritka Dél-kínai tigris.

### Ce Csi Kou(Ci Qi Kou)falu
Csungking (Chongqing) városától 14 km-re nyugatra, a Jialing-folyó partján található ősi falu, amelyben szerencsés módon nem mentek végbe olyan nagy változások, mint magában a városban, így jó képet ad a modern kor előtti kínai életről. 1998-ban államilag védett kulturális értéknek minősítették. A település 1700 éves múltra tekint vissza, mai épületeinek többsége Ming- és Csing (Qing)-kori. Egykor porcelánművészetéről volt híres (innen a neve: Ce Csi Kou (Ci Qi Kou) = Porcelánfalu), s kikötőhelyként szolgált a folyó hajósainak. Ma elsősorban turistaközpont, több mint száz teaház található itt, emellett számtalan művészeti és emléktárgybolt kínálja a szuveníreket. Az egyik leghíresebb itteni a termék az ún. Shu-hímzés, melyet varázslatos ügyességgel helyben készítenek az asszonyok.

### Északi Hőforrások parkja (Pej Vencsüan(Bei Wenquan))
A Csialing (Jialing)-folyó nyugati partján, a várostól 51 km-re északra, a Csinjün (Jinyun)-hegy lábánál található park. 423-tól éve egy buddhista templom állt itt, majd a környéket a Ming- és a Csing (Qing)-korban újrarendezték és átépítették. Ma álló legrégebbi épülete 1426-ból származik. Ma a parkban vegyesen találhatók templomépületek, hőforrások, ősi fák, virágoskertek, halastavak, medencék stb. Összesen tíz 37-39 °C-os hőforrás található a parkban, ezekben fürödni is lehet (igénybe vehetők közös, illetve egyéni fürdőkamrák is). A gyógyvizet különböző betegségekre, például reumára ajánlják.

### Déli Hőforrások parkja (Nan Vencsüan(Nan Wenquan))
A belvárostól 26 kilométerre délkeletre található park, ahol szintén található néhány hőforrás. A japánellenes háború idején az itt található hegyoldalakba több száz óvóhelyet vájtak, ezek némelyike ma teaházként, étteremként szolgál.

### Tacu(Dazu)sziklatemplomai
A mondás szerint „Északon van Tunhuang (Dunhuang), délen pedig Tacu (Dazu).”
A tunhuangi (dunhuangi) és a tacui (dazui) sziklatemplom nagyon hasonlít egymásra, annak ellenére, hogy több évszázad és több ezer kilométer választja el őket egymástól. A kínai sziklaszobrászat csúcsát jelentik. 1999-ben az UNESCO felvette a világörökségi listára.

## Közlekedés

### Helyi közlekedés
A városban metró is működik.